# Exoedicerotidae
Exoedicerotidae är en familj av kräftdjur. Exoedicerotidae ingår i ordningen märlkräftor, klassen storkräftor, fylumet leddjur och riket djur. Enligt Catalogue of Life omfattar familjen Exoedicerotidae 3 arter. 
Kladogram enligt Catalogue of Life:
| Exoedicerotidae | \| \| Kanaloa \| \| \| \| \| \| Patuki \| \| \| \| |
|                 | \| \| Kanaloa \| \| \| \| \| \| Patuki \| \| \| \| |
|                 | Kanaloa                                            |
|                 |                                                    |
|                 | Patuki                                             |
|                 |                                                    |